# 水池巷

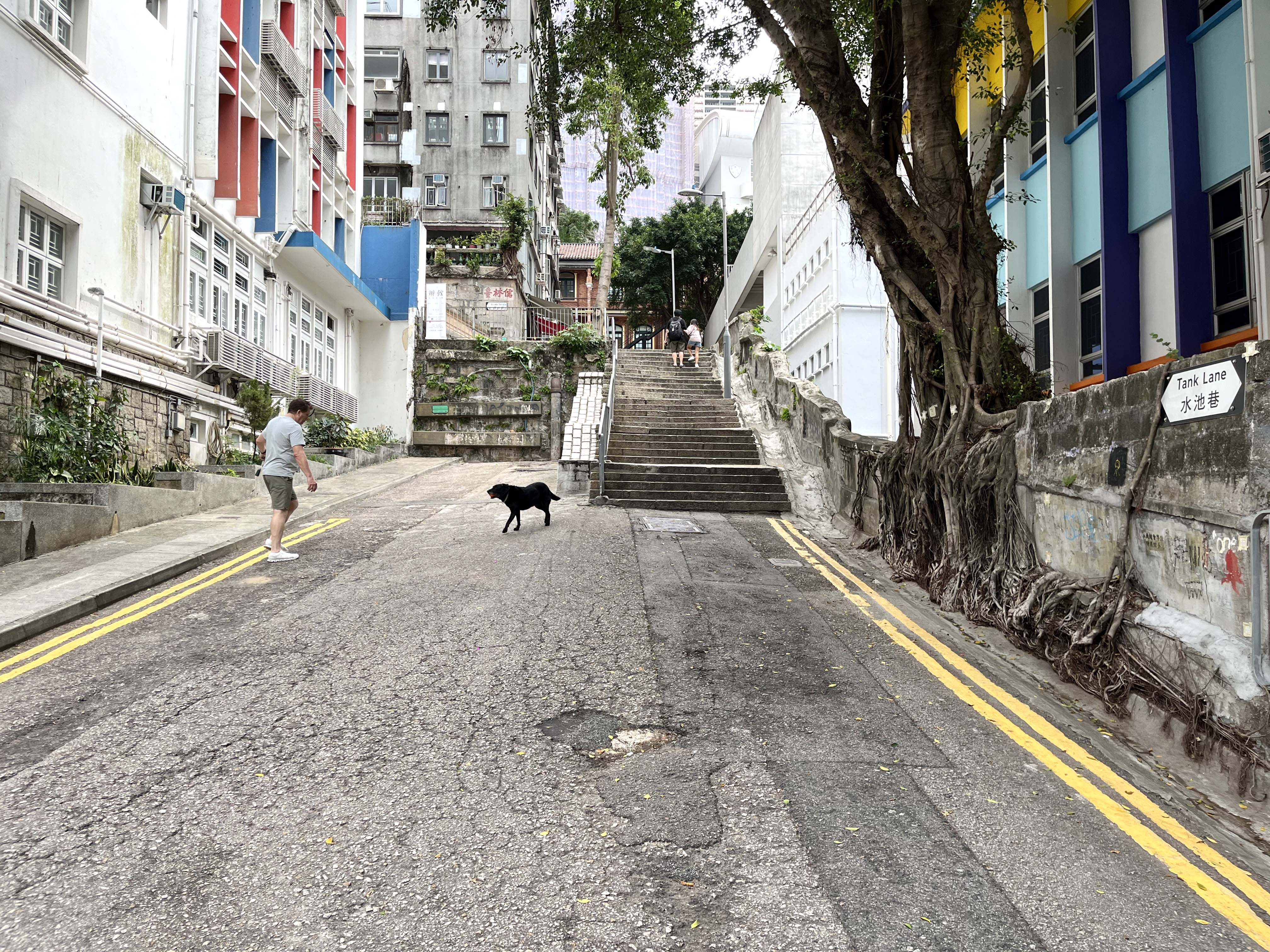
水池巷

水池巷（英語：Tank Lane）是位於香港中環半山的一條斜路，鄰近有必列者士街，荷里活道，儒林臺，水沙路街，四方街，嚤囉上街。附近多以住宅為主，南面是商住區，地標有中華基督教會公理堂，而卜公花園亦在附近的四方街/堅巷。水池巷的確曾經有水池，供當年地位較高的西人及華人取水飲用。後來有自來水供應，水池被封閉，該處開闢為小巷，並命名為水池巷。